# Alhama de Murcia
Alhama de Murcia è un comune spagnolo situato nella comunità autonoma di Murcia.

## Geografia
Il territorio comunale di Alhama de Murcia, occupa una superficie di 311,55 km², quasi al centro della Regione di Murcia. La sua altitudine sul livello del mare è di 176 metri. Il confine municipale si estende dalle cime di Sierra Espuña fino alla vetta della Sierra de Carrascoy, attraversando la parte centrale della pianura prelitoranea murciana, conosciuta come Valle del Guadalentín o Campo de Sangonera.
Il capoluogo del municipio si trova a 30 km dalla capitale della Regione, Murcia, ed alla medesima distanza dalla città di Lorca; a 50 km da Cartagena, 22 km da Fuente Álamo de Murcia ed a 30 km da Mula. In direzione sud, la separa la stessa distanza dalle spiagge di Mazarrón.